# Vladímir Tarásov
Vladímir Ilich Tarásov (en ruso: Владимир Ильич Тарасов; nacido el 7 de febrero de 1939 en Moscú) es un animador ruso y director de animación. Es conocido por sus cortos de ciencia ficción de época soviética como El Pasaje, Contacto y Contrato, entre otros.

## Biografía
Estudió en el Instituto Poligráfico de Moscú (Universidad de Bellas Artes y Diseño de Moscú) desde 1965 hasta 1970. Desde 1957 trabajo en el estudio Soyuzmultfilm primero como animador y luego como director artístico con V. Y. Bordzilovsky, M. A. Botov y V. D. Degtyaryov y después desde 1970 hasta 1991 como el directo. Es uno de los fundadores de "Studio 13" y trabajó allí como director durante el período 1991-1994. También fue el organizador y fundador de las escuelas de cine Zee Institute of Creative Art (ZICA) en la India (también fue profesor y director en el período de 1995 a 1999) y en la Universidad Tarbiat Modares en Irán desde 2000 hasta 2004.
Ha trabajado con los artistas M. S. Zherebchevsky, V. Peskov, N. I. Koshkin, S. P. Tyunin entre otros.
Recibió el título Artista Nacional de la Unión Soviética en 1989.

## Filmografía
- Vaqueros en la Ciudad, 1973
- Espejo de Tiempo, (Зеркало времени), 1976
- ¡Marcha hacia delante, Tiempo!, (Вперёд, Время!), 1977
- Contacto (Контакт), 1978
- Rango de tiro (Тир), 1979
- El retorno (Возвращение), 1980
- Botón (Пуговица), 1982
- Contrato' (Контракт), 1985
- Pereval (El Pasaje) (Перевал), 1988
- El episodio 17 y 18 de Nu, pogodí! (Isla Exótica/Supermercado (Ну, погоди!) (1994–95)